# Catacombe di Roma
Le catacombe di Roma sono antiche aree cimiteriali sotterranee realizzate sia dalla comunità ebraica che da quella cristiana nel suburbio della città di Roma a partire dalla fine del II secolo. Sono caratterizzate da una rete di gallerie scavate nella roccia (per lo più di natura tufacea), talvolta articolate su più livelli sovrapposti, con loculi per inumazioni ricavati nelle pareti e meno frequentemente con deposizioni scavate nella pavimentazione. Nelle gallerie cimiteriali si aprono occasionalmente accessi che conducono a camere private, dette cubicoli, non di rado decorate da affreschi e destinate a famiglie o gruppi più facoltosi. Le catacombe ebraiche presentano alcuni caratteri peculiari, come la presenza di tombe a forno (kokhim).
Aree cimiteriali sotterranee simili a catacombe ma di ridotta estensione erano realizzate anche dai pagani: sono generalmente definite ipogei o ipogei di diritto privato perché realizzati da uno o più privati cittadini e non da comunità religiose. Per tale motivo per alcune catacombe minori prive di documentazione storica ed epigrafica non si è in grado di stabilire con certezza se appartenessero o meno alla comunità cristiana.
Nel sottosuolo di Roma esistono più di 50 catacombe in cui si snodano circa 150 km di gallerie. Le catacombe romane di certa o probabile attribuzione alla comunità cristiana sono poste sotto la custodia e l'autorità della Pontificia commissione di archeologia sacra, in ottemperanza a quanto stabilito nel 1929 dai Patti Lateranensi tra lo Stato Italiano e la Santa Sede.

## Storia

### II secolo
I nuclei più antichi delle catacombe romane risalgono alla fine del II secolo (Catacomba di San Callisto, zona dell'arenario nella Catacomba di Priscilla che sfrutta una cava preesistente). Precedentemente i cristiani venivano sepolti insieme con i pagani, senza particolari distinzioni relative al credo.

#### Cause religiose e sociali all'origine del fenomeno
La pratica di seppellire i defunti in ambienti ipogei non rappresentava una novità per la civiltà romana, poiché tale uso era diffuso da molti secoli sia in Italia che in altre regioni del bacino del Mediterraneo (tra i Sardi fin dal Neolitico recente, tra gli Etruschi dal VII secolo a.C.; tra le tombe ipogee romane si può ricordare il Sepolcro degli Scipioni degli inizi del III secolo a.C.). Negli esempi precedenti, tuttavia, gli ipogei erano destinati a singoli individui o in alternativa ad uno o più gruppi familiari legati tra loro da vincoli di parentela. Le catacombe estesero la pratica del sepolcro ipogeo destinandola ad una vasta comunità di individui, legati tra loro dalla comune fede religiosa, e si svilupparono come vere necropoli sotterranee, con un'ampiezza ed una complessità mai fino ad allora raggiunte.
Le cause del fenomeno delle catacombe sono in primo luogo di carattere religioso, poiché la religione cristiana ed in parte anche l'ebraismo professavano la dottrina della risurrezione della carne, la quale afferma che alla fine dei tempi i corpi risusciteranno e si riuniranno alle anime per il giudizio finale: tale dottrina appariva incompatibile con la tradizionale pratica romana dell'incinerazione, che implicava la distruzione del corpo per combustione (e che anche tra i pagani durante il II secolo era in corso di graduale sostituzione con l'inumazione). Essendo i cimiteri a cielo aperto insufficienti per ospitare i corpi incombusti della massa crescente di credenti, la realizzazione dei cimiteri ipogei apparve una naturale soluzione per garantire un seppellimento dignitoso ai fedeli che attendevano la risurrezione, nei primi secoli del cristianesimo da molti ritenuta imminente (si veda in particolare l'eresia del montanismo). Lo stesso termine cimitero (in latino coemeterium, dal greco κοιμητήριον koimētḕrion, dal verbo κοιμάω koimáō, ossia "dormire", "riposare"), usato originariamente per riferirsi alle catacombe, allude ad un luogo di riposo temporaneo.
Ulteriori motivazioni che spinsero alla realizzazione delle catacombe nel suburbio di Roma furono di natura solidaristica, poiché, in particolar modo durante la lunga crisi economica scaturita dall'anarchia militare del III secolo, molti individui e famiglie aderenti al cristianesimo e all'ebraismo si trovarono in condizioni di assoluta indigenza e impossibilitati anche a provvedere per proprio conto alla sepoltura. L'etica cristiana ed ebraica imponevano pertanto alle comunità di soccorrere i confratelli indigenti realizzando sepolture a basso costo.

### III e IV secolo
Quando la comunità divenne più numerosa fu incrementata la realizzazione di cimiteri collettivi, parte all'esterno secondo l'uso moderno, parte ricavati nel sottosuolo sfruttando la facile lavorabilità del tufo locale. I cimiteri erano collocati entro i confini di terreni acquistati o più frequentemente donati alla comunità da membri facoltosi. Nel III secolo nel suburbio di Roma si contavano 25 cimiteri, alcuni dei quali erano in possesso della Chiesa e da essa direttamente amministrati (ad esempio la Catacomba di San Callisto, dato che Ippolito Romano scrive nei suoi Philosophumena che papa Zefirino nominò il diacono Callisto, non ancora divenuto papa, custode e amministratore della catacomba). Nella prima metà del III secolo, inoltre, Roma fu suddivisa in sette regioni ecclesiastiche: ad ognuna di esse vennero assegnati luoghi di culto e differenti catacombe per la sepoltura dei propri fedeli.
Nel 313 il Cristianesimo fu riconosciuto come religione legittima e negli anni seguenti esplose il fenomeno delle conversioni di massa: le catacombe continuarono ad espandersi e in alcuni casi ad approfondirsi con la realizzazione di più livelli sovrapposti collegati da scale.
Durante la seconda metà del IV secolo l'abitudine ad essere sepolti nelle catacombe subisce un forte rallentamento, con la sola eccezione delle sepolture presso le tombe dei martiri (ad sanctos o retro sanctos), particolarmente ambite dai fedeli: il fenomeno è causato dalla diffusione del culto devozionale verso i martiri sepolti nelle catacombe, incentivato dall'attività di papa Damaso I, che commissionò lavori di restauro delle catacombe e di monumentalizzazione delle sepolture venerate per favorire le visite dei fedeli.

### Dal V al IX secolo
Nel V secolo l'uso delle catacombe per nuove sepolture diviene raro ma esse continuano ad essere meta di pellegrini a scopo di devozione.
Nel VI secolo, negli anni che seguono la caduta dell'Impero romano d'Occidente, le guerre greco-gotiche e i vari assedi cui Roma viene sottoposta incentivano lo spopolamento dell'antica capitale ed il saccheggio e l'abbandono dei siti paleocristiani nel suburbio, incluse le catacombe.
Tra l'VIII ed il IX secolo, in seguito ai continui saccheggi, i santuari extraurbani vennero gradualmente abbandonati e le sacre reliquie dei martiri furono traslate nelle chiese della città.

### Dal basso Medioevo al XV secolo
Traslate le reliquie all'interno della città, le catacombe furono completamente abbandonate; gli accessi furono ostacolati dalla vegetazione e dalle frane, i santuari e i cimiteri caddero nell'oblio.
Durante il basso Medioevo si perse ogni traccia della loro ubicazione. Le uniche catacombe ad essere ricordate furono quelle di San Sebastiano, di San Lorenzo (o di Ciriaca) e di San Pancrazio.

### Età moderna
In epoca moderna furono accidentalmente riscoperte nel XVI secolo e cominciarono ad essere esplorate prima con Antonio Bosio (1575-1629 col suo libro postumo Roma Sotterranea del 1634) e soprattutto con le ricerche di Giovanni Battista de Rossi (1822-1894). Negli anni cinquanta del XX secolo furono ritrovate ed identificate molte catacombe nei pressi di Roma.

## Descrizione

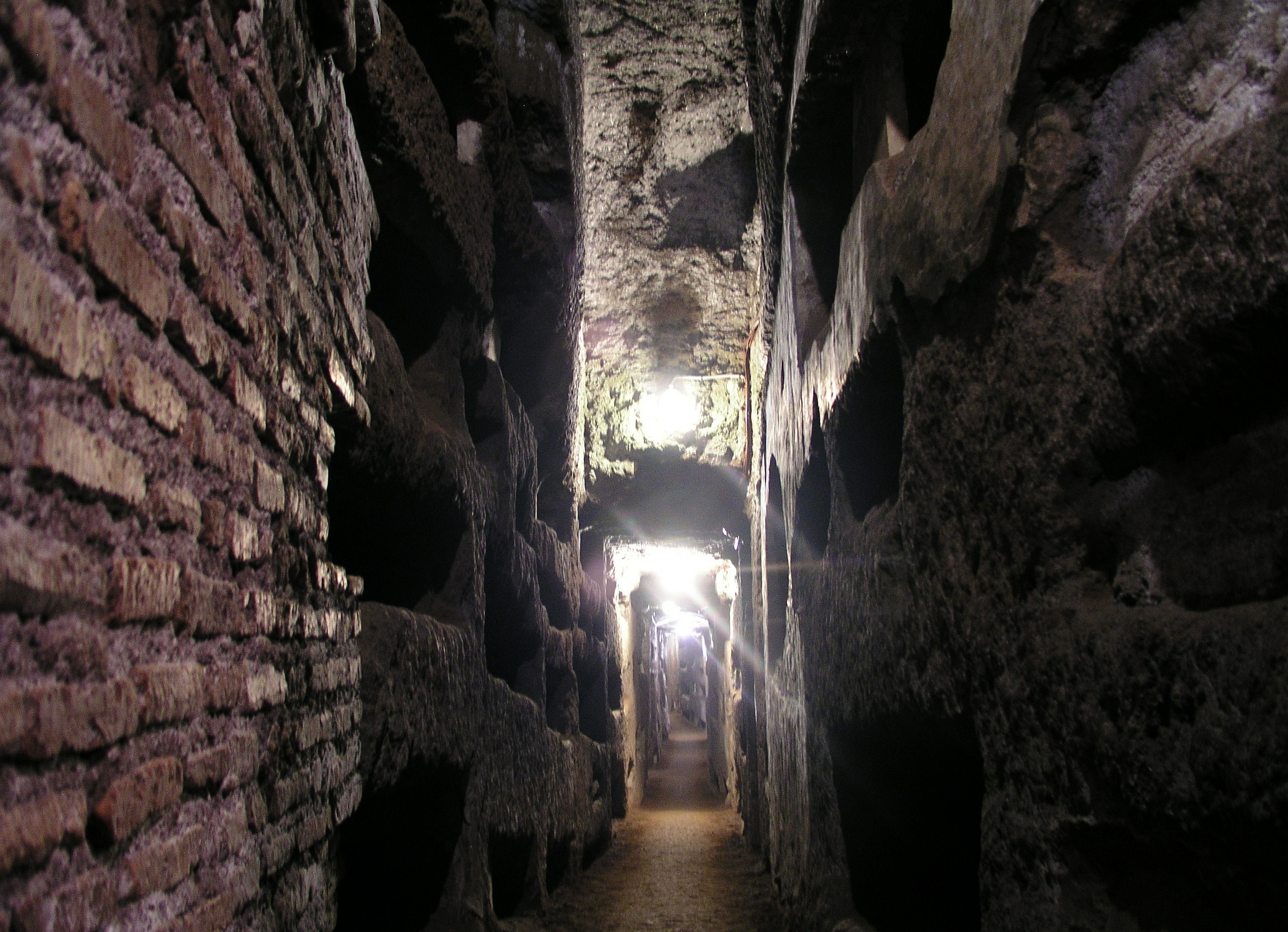
Una galleria cimiteriale con loculi ricavati nelle pareti nella catacomba di Domitilla

I cimiteri cristiani di Roma si articolavano di norma in una parte esterna (tecnicamente detta sub divo coelo, "sotto la luce del cielo") con singole inumazioni e mausolei, di aspetto non dissimile dai cimiteri moderni. Al di sotto di essa si estendeva la rete di gallerie (ambulacra) scavate da operai specializzati detti fossori mediante l'uso di attrezzi quali la piccozza (dolabra); il cimitero sotterraneo era accessibile dall'esterno tramite una o più scale. A causa dei limiti imposti dalla legge romana che estendeva il diritto di proprietà anche al sottosuolo, nello scavo delle gallerie i fossori erano tenuti a non superare i confini del terreno di proprietà della comunità religiosa, frequentemente acquisito per il tramite di lasciti o donazioni. Proprio per ricordare tali atti di evergetismo, come avveniva anche per i primi tituli (luoghi di culto) cristiani, varie catacombe furono inizialmente intitolate ai benefattori: è il caso ad esempio della catacomba di Priscilla o della catacomba di Ottavilla, che mutò successivamente la sua denominazione in Catacomba di San Pancrazio, dal nome del martire più illustre sepolto al suo interno.
Nelle catacombe di maggiori dimensioni è possibile riconoscere nuclei diversificati, spesso originariamente indipendenti e solo in epoca più tarda collegati tra loro a formare un'unica vasta area cimiteriale. I nuclei delle catacombe romane sono solitamente definiti regioni (ad esempio la regione delle cattedre nel Coemeterium Maius).
Talvolta nelle gallerie si realizzavano dei lucernari che garantivano il ricambio dell'aria all'interno della catacomba, miglioravano l'illuminazione e permettevano una più agevole estrazione dei materiali di risulta derivati dallo scavo dei loculi e dai lavori di prolungamento della rete di gallerie. Alcune gallerie erano inoltre rivestite di intonaco bianco al fine di aumentare la luce prodotta dalle torce e dalle lampade ad olio, che erano alloggiate all'interno di nicchie o poste su mensole ad intervalli regolari.

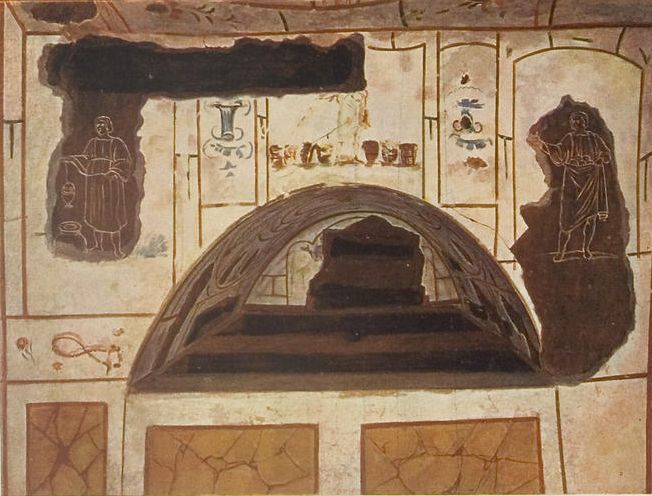
Disegno raffigurante un arcosolio con due inumazioni decorato da affreschi nella catacomba di Domitilla. In un momento successivo alla sua realizzazione, danneggiando l'originaria decorazione pittorica, furono ricavati dei loculi, forse destinati ad altri membri della famiglia o a discendenti

### Tipologie di sepolture

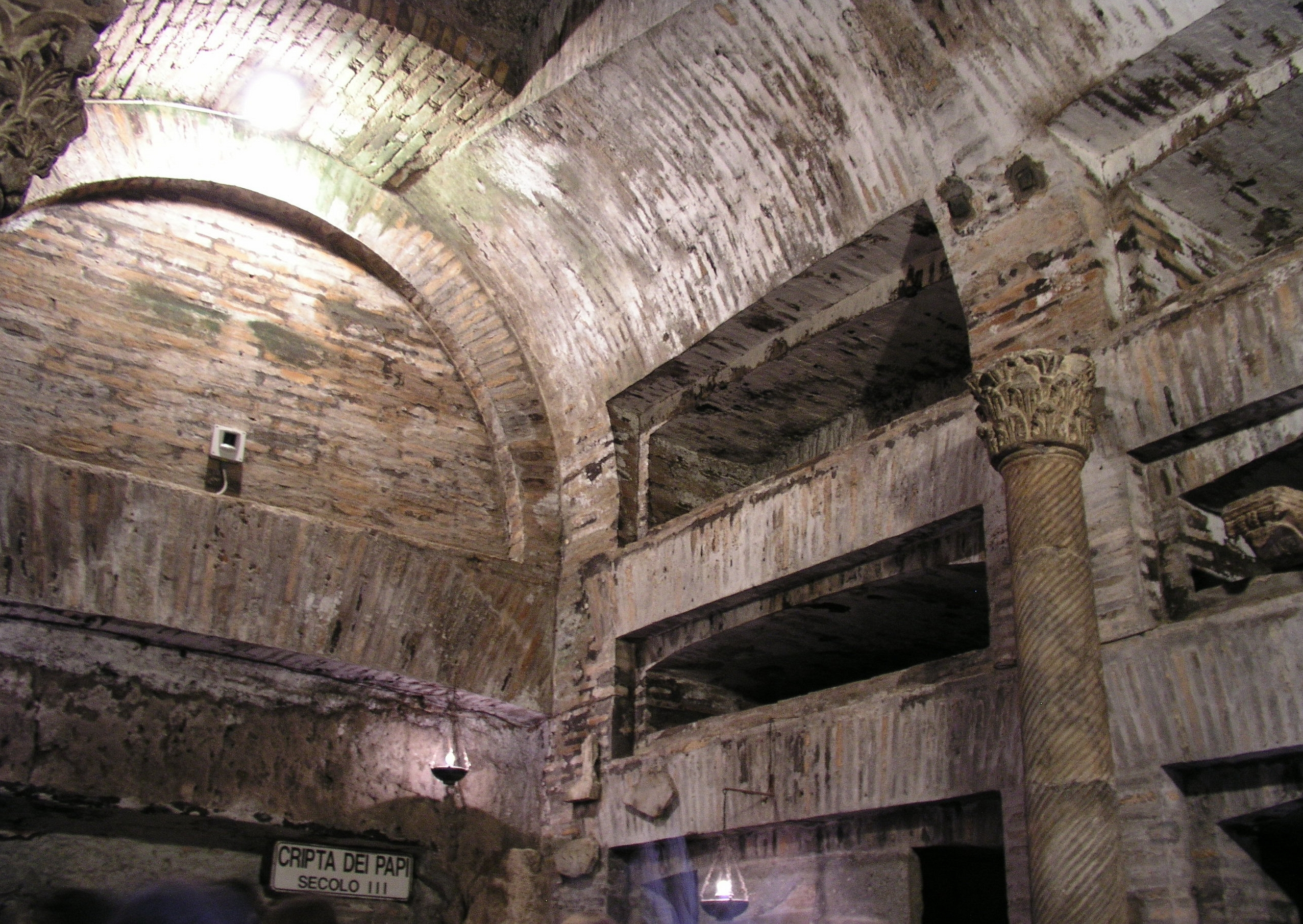
La Cripta dei Papi nella catacomba di San Callisto fu destinata a contenere i resti di alcuni dei primi papi della Chiesa

La maggior parte degli individui trovava sepoltura all'interno di semplici loculi (in latino loci, plurale di locus) di forma rettangolare, talvolta ospitanti anche più cadaveri (loculi bisomi o trisomi). I loculi, generalmente disposti su file verticali (pilae), erano chiusi esternamente da materiali recuperati come tegole, mattoni e frammenti architettonici oppure da lastre di marmo, su cui erano spesso incisi o dipinti il nome del defunto ed altre informazioni quali l'età, il mestiere, la data di morte o di sepoltura (per motivazioni di carattere religioso legate alla commemorazione del dies natalis in senso cristiano, cioè il giorno della nascita alla nuova vita avvenuta per il tramite della morte), talvolta accompagnate da simboli cristiani o ebraici. Raramente intorno ai loculi erano murati con la malta oggetti appartenuti al defunto (ad esempio i vetri dorati). In alcuni casi iscrizioni o simboli cristiani erano incisi con uno stelo o impressi sulla malta che sigillava esternamente i loculi.
Una tipologia di sepoltura più monumentale è l'arcosolio (arcosolium), costituito da una nicchia arcuata all'interno della quale si trovava una lastra posta in orizzontale a chiudere la sepoltura, accessibile dall'alto (il solium sub arcu). Anche l'arcosolio poteva essere semplice (ossia per una sola persona), oppure multiplo, potendo accogliere le sepolture di una intera famiglia.
Lungo i corridoi non sono infrequenti i cubicoli (cubicula), camere sepolcrali di forma quadrata o poligonale, contenenti più loculi o arcosoli destinati a gruppi ristretti, membri della stessa famiglia o di famiglie imparentate tra loro; i cubicoli più ampi sono detti cripte (cryptae), tra le quali la più conosciuta è la Cripta dei papi nella catacomba di San Callisto. Il termine crypta, generico, è tuttavia utilizzato in latino anche per definire le gallerie. I cubicoli possono ospitare anche sarcofagi di terracotta o di marmo.
Infine, per ragioni di spazio alcune tombe erano scavate anche nel pavimento delle gallerie e dei cubicoli (formae). Nelle catacombe ebraiche è presente una tipologia di sepoltura diffusa in ambito palestinese, le tombe a forno (kokhim), quasi del tutto assente nelle catacombe cristiane.

### Sepolturead sanctos
A partire dal IV secolo si assiste alla diffusione del fenomeno delle sepolture ad sanctos (talvolta più correttamente retro sanctos), ovvero all'affastellarsi di nuove sepolture realizzate nelle immediate vicinanze (o nella parte retrostante) di tombe venerate di martiri cristiani. Il fenomeno fu incentivato dall'attività di papa Damaso I (366-384), il quale fu il primo grande promotore del culto dei martiri, eseguendo anche lavori di restauro, consolidamento ed ampliamento all'interno delle catacombe per favorire le visite dei fedeli. Tra le iniziative di Damaso si ricorda in particolare la collocazione di lastre marmoree iscritte contenenti carmi in onore dei martiri, da lui composti e trascritti con caratteri di particolare eleganza dal calligrafo Furio Dionisio Filocalo. La volontà di essere sepolti nelle catacombe a breve distanza da una sepoltura venerata si basava sul convincimento che la vicinanza spaziale con il santo avrebbe favorito la sua intercessione in favore del defunto, al momento di ricevere il giudizio divino dopo la morte. Un privilegio "quod multi cupiunt et rari accipiunt" ("che molti desiderano e pochi ottengono"), come recita esplicitamente una celebre iscrizione del 382 (ICUR, I 3127).

## Elenco delle catacombe
Le catacombe romane, in numero di circa cinquanta nel suburbio, furono realizzate lungo le vie consolari secondo le consuetudini e le leggi che imponevano, per motivi igienici, di seppellire all'esterno delle aree abitate.
L'elenco che segue enuclea i cimiteri ipogei romani riferibili con certezza o con probabilità alle comunità ebraica e cristiana di Roma, suddivisi per strade di pertinenza, partendo dal colle Vaticano in senso antiorario. Per ciascuna catacomba è inoltre indicato lo stato di accessibilità aggiornato al 2021.
L'elenco delle catacombe è seguito da un elenco di ipogei cosiddetti di diritto privato, ovvero non attribuiti a membri della comunità ebraica o cristiana, rinvenuti nel suburbio di Roma. Il termine ipogeo ricorre anche tra i cimiteri sotterranei con caratteri cristiani, laddove il cimitero abbia uno sviluppo spaziale assai limitato.

### Via Aurelia
- Catacomba anonima di Sant'Onofrio al Gianicolo, inaccessibile
- Catacomba anonima di Villa Pamphili, accessibile per motivi di studio
- Catacomba anonima della Vigna Franceschini, accessibile per motivi di studio
- Catacomba di Calepodio, accessibile per motivi di studio
- Catacomba dei due Felici, non identificata
- Catacomba dei Santi Processo e Martiniano, non identificata

### Via Vitellia
- Catacomba di San Pancrazio (o di Ottavilla), visitabile

### Via Portuense
- Catacomba di Ponziano, accessibile per motivi di studio
- Catacomba di Monteverde (ebraica), accessibile per motivi di studio
- Catacomba di Generosa, visitabile su richiesta

### Via Ostiense
- Catacomba di Commodilla, visitabile su richiesta
- Catacomba di Santa Tecla, visitabile su richiesta

### Via Ardeatina
- Catacomba di Balbina, accessibile per motivi di studio
- Catacomba dei Santi Marco e Marcelliano (o di Basileo), accessibile per motivi di studio
- Catacomba di Domitilla, visitabile
- Catacomba anonima della Nunziatella (o Annunziatella), accessibile per motivi di studio

### Via Appia
- Catacomba di San Callisto, visitabile (il nucleo conosciuto come Catacomba di Vigna Chiaraviglio è visitabile su richiesta)
- Ipogeo di Vibia (misto), visitabile su richiesta
- Catacomba della Santa Croce, accessibile per motivi di studio
- Catacomba di Pretestato, visitabile su richiesta
- Catacomba anonima di Vigna Randanini (ebraica), visitabile su richiesta
- Catacomba anonima di Vigna Cimarra (ebraica), accessibile per motivi di studio
- Catacomba di San Sebastiano, visitabile

### Via Latina
- Catacomba dei Santi Gordiano ed Epimaco (o dell'Acqua Mariana), accessibile per motivi di studio
- Ipogeo di Trebio Giusto (forse sincretico), accessibile per motivi di studio
- Catacomba di Aproniano, accessibile per motivi di studio
- Ipogeo anonimo di via Dino Compagni (forse sincretico), accessibile per motivi di studio
- Catacomba anonima della via Latina, accessibile per motivi di studio
- Catacomba di Tertullino, non identificata

### Via Labicana
- Ipogeo degli Aureli (forse gnostico), visitabile su richiesta
- Catacomba di San Castulo, inaccessibile
- Catacomba anonima di Vigna Apolloni (ebraica), inaccessibile
- Catacomba dei Santi Marcellino e Pietro (o ad duas lauros), visitabile
- Catacomba di San Zotico, accessibile per motivi di studio

### Via Tiburtina
- Catacomba di San Lorenzo (o di Ciriaca), visitabile su richiesta
- Catacomba di Novaziano, accessibile per motivi di studio
- Catacomba di Sant'Ippolito, accessibile per motivi di studio
- Catacomba di Santa Sinforosa (oggi nel territorio di Tivoli), inaccessibile

### Via Nomentana
- Catacomba di San Nicomede (o di Villa Patrizi), inaccessibile
- Catacomba anonima di via dei Villini, accessibile per motivi di studio
- Catacomba anonima di Villa Torlonia (ebraica), accessibile per motivi di studio
- Catacomba di Sant'Agnese, visitabile
- Cimitero maggiore, visitabile su richiesta
- Cimitero minore, accessibile per motivi di studio
- Catacomba di Sant'Alessandro, visitabile su richiesta

### Via Salarianova
- Catacomba di Santa Felicita (o di Massimo), visitabile su richiesta
- Catacomba di Trasone, accessibile per motivi di studio
- Catacomba dei Giordani, accessibile per motivi di studio
- Catacomba di Sant'Ilaria, accessibile per motivi di studio
- Catacomba anonima di via Anapo, visitabile su richiesta
- Catacomba di Priscilla, visitabile

### Via Salariavetus
- Catacomba di San Panfilo, visitabile su richiesta
- Ipogeo anonimo di via Paisiello, accessibile per motivi di studio
- Catacomba di Sant'Ermete (o di Bassilla), visitabile su richiesta
- Catacomba ad clivum Cucumeris, non identificata

### Via Flaminia
- Catacomba di San Valentino, accessibile per motivi di studio

### Ipogei di diritto privato
L'Ipogeo di via Livenza è escluso dalla lista che segue perché privo di connotazione funeraria. Sono escluse anche le tombe familiari ipogee (come l'Ipogeo di Villa Glori, l'Ipogeo degli Ottavi, la Tomba dei Nasoni e la Tomba di Fadilla) perché prive delle caratteristiche gallerie con loculi.

#### Via Aurelia
- Ipogeo anonimo di Villa Pamphili

#### Via Vitellia
- Ipogeo di Scarpone

#### Via Appia
- Ipogeo presso il Sepolcro degli Scipioni
- Ipogeo dei Cacciatori
- Ipogeo anonimo di via Appia Antica 81

#### Via Labicana
- Ipogeo di Villa Cellere[19] (o di Vigna del Grande)
- Ipogeo di Centocelle

#### Via Prenestina
- Ipogeo dell'Acqua Bullicante
- Ipogeo di Villa Gordiani

#### Via Tiburtina
- Ipogeo di piazzale del Cimitero del Verano

#### Via Salaria
- Ipogeo presso il Mausoleo di Lucilio Peto

#### Via Trionfale
- Catacomba di Sant'Onofrio in Campagna (o di Sant'Agata)

### Sulle catacombe in generale
- Antonio Baruffa, Le catacombe di San Callisto. Storia-Archeologia-Fede, 5ª ed., Città del Vaticano, Libreria Editrice Vaticana, 2004, ISBN 88-209-2289-4.
- F. Bisconti, Mestieri nelle catacombe romane, Città del Vaticano 2000
- G. Carrù, F. Bisconti, Le catacombe cristiane. Un percorso di fede e di storia, Città del Vaticano 2010
- C. Carletti, A. Ferrua, Damaso e i martiri di Roma, Città del Vaticano, 1985
- F.W. Deichmann, Archeologia cristiana, Roma 1993
- G. De Angelis d'Ossat, La geologia delle catacombe romane, Città del Vaticano 1943
- G.B. de Rossi, La Roma sotterranea cristiana, Roma 1864-1877 (online)
- V. Fiocchi Nicolai, F. Bisconti, D. Mazzoleni, Le catacombe cristiane di Roma. Origini, sviluppo, apparati decorativi, documentazione epigrafica, Regensburg 1998
- L. Hertling, E. Kirschbaum, Le catacombe romane e i loro martiri, Roma 1996
- A. Manodori (a cura di), Roma archeologica. 10º itinerario. Le catacombe, Roma 2000
- O. Marucchi, Le catacombe romane secondo gli ultimi studi e le più recenti scoperte, I ed., Roma 1903 (online)
- O. Marucchi, Le catacombe romane, II ed., a cura di E. Josi, Roma 1933
- P. Pergola, Le catacombe romane. Storia e topografia, Roma 2002
- Pasquale Testini, Archeologia cristiana. Nozioni generali dalle origini alla fine del sec. VI. Propedeutica - Topografia cimiteriale - Epigrafia - Edifici di culto, 2ª ed., Bari, Edipuglia, 1980, SBN CFI0021603. URL consultato il 29 giugno 2021.

### Sulle decorazioni pittoriche e musive nelle catacombe di Roma
- A. Nestori, Repertorio topografico delle pitture delle catacombe romane, II ed., Città del Vaticano 1993
- R. Giuliani, Il mosaico nelle catacombe romane, in Riscoperta del mosaico, 1 (1997), pp. 4–9
- R. Giuliani, La conservazione delle pitture nelle catacombe romane. Acquisizioni e prospettive, Città del Vaticano 2002

### Sulle iscrizioni cristiane di Roma
- Inscriptiones Christianae urbis Romae septimo saeculo antiquiores. Nova series, Roma 1922-1992 (raccolta epigrafica, abbreviata ICUR)
- C. Carletti (a cura di), Iscrizioni cristiane di Roma. Testimonianze di vita cristiana, secoli III-VII, Firenze 1986

### Sulle catacombe ebraiche di Roma
- E. Laurenzi, Le catacombe ebraiche. Gli ebrei di Roma e le loro tradizioni funerarie, Roma 2011